# The Nutt House
The Nutt House est une sitcom américaine réalisée par Alan Spencer et Mel Brooks, diffusée sur NBC en automne 1989.

## Distribution
- Cloris Leachman : Ms. Frick
- Harvey Korman : Reginald Tarkington
- Brian McNamara : Charles Nutt III
- Molly Hagan : Sally Lonnaneck
- Gregory Itzin : Dennis
- Mark Blankfield : Freddy
- Gloria Hayes : Maria
- Patti Tippo : Dixie